# Општина Чану Маре (Клуж)
Чану Маре (рум. Ceanu Mare) општина је у Румунији у округу Клуж.
Oпштина се налази на надморској висини од 412 m.